# غيفل
غفر كنار اشلايتس (بالألمانية: Gefell) هي بلدة ألمانية تقع في ألمانيا في تورينغن.  يقدر عدد سكانها بـ 2,843 نسمة .